# Hüposztatikus egység

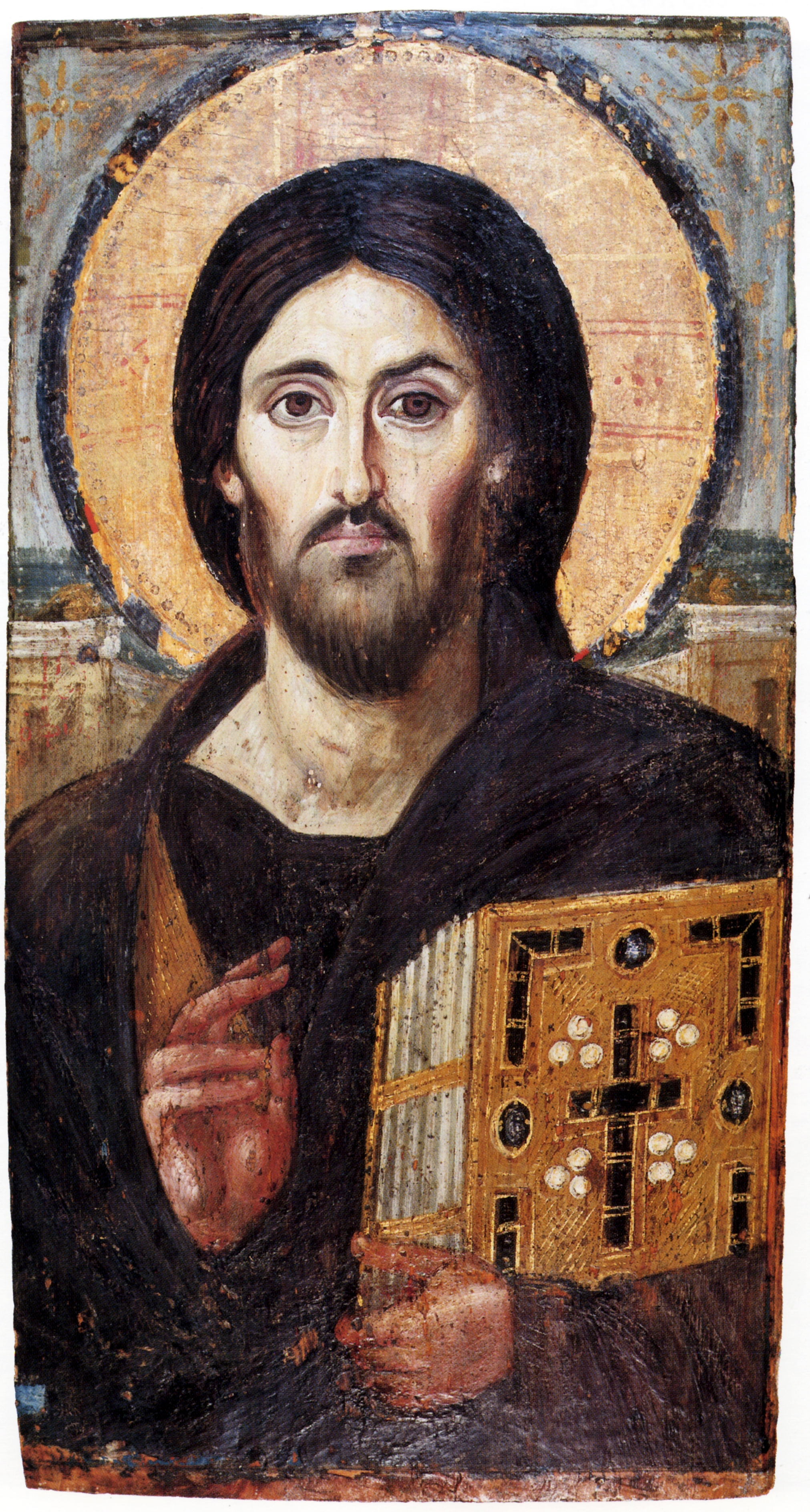
A legrégebbi Jézust ábrázoló ikon a 6. századból a sínai Szent Katalin-kolostorban

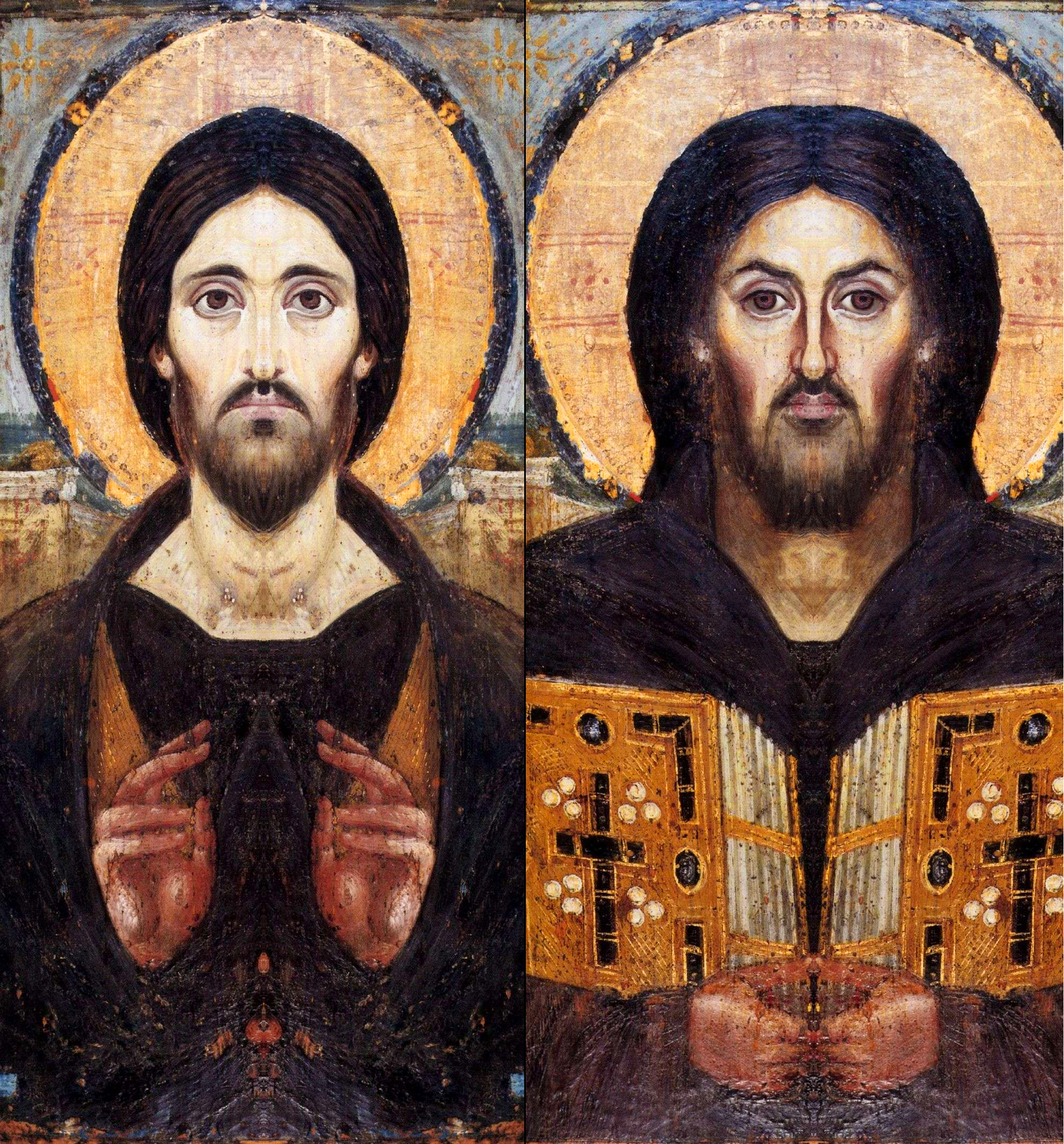
A sínai Szent Katalin-kolostor Krisztus-ikonjából tengelytükrözéssel szerkesztett isteni és emberi Krisztus képmás

Jézus Krisztusban az emberi természet egyesült a Fiú isteni személyével mint létének alapjával. A 451-es khalkédóni zsinat dogmaként mondta ki, hogy a Fiú isteni személye az isteni és emberi természetet mint sajátját birtokolja, s azokon keresztül kifejezi magát mint valóságos Isten és valóságos ember.
A második konstantinápolyi zsinat használja a hüposztatikus egység kifejezést, hogy a két természet (azaz az isteni és az emberi) a „személyben” egyesült. 
A dogma a Szentírásból merít, amennyiben az Jézusról mint egy valóságról állít isteni és emberi sajátságokat (Jn 1,14; Fil 2,6), és itt a valóságos történelmi Jézusra gondol, nem a „hit Krisztusa”.
A hüposztatikus egység kifejezés végleges tisztázása az antiochiai Efrém és a bizánci Leontiosz nevéhez fűződik. Hüposztaszisszal jelölték a cselekvés alanyát, a személyt, az isteni és az emberi természetet pedig a phüszisz szóval. A khalkédoni zsinat ilyen értelemben mondta, hogy Jézus Krisztusban az isteni és az emberi természet egy személyben, a Fiú személyében egyesül. 
A latin szakkifejezéssel először Tertullianus próbálkozott. A személyt personának mondja, a természetet naturának vagy substantiának. Ezt vette át Szent Ágoston is, majd Nagy Szent Leó pápa híres dogmatikai levelében, amelyet a khalkédóni zsinat résztvevőinek írt.